# Disclose
I Disclose sono stati un gruppo d-beat giapponese di Kōchi, fortemente influenzati dai Discharge. Il 5 giugno 2007 il frontman Kawakami è morto per un'overdose di alcol e sedativi.

## Formazione
- Kawakami – voce, chitarra solista
- Tsukasa – voce
- Fukugawa – basso
- Yasuoka – basso
- Yousei – basso
- Hiro – batteria
- Fujiwara – batteria
- Uo-Katou – batteria
- Aki – batteria
- Naoto

## Discografia

### Album in studio
- 1994 – Tragedy
- 1995 – The Demos Album
- 2004 – Yesterday’s Fairytale, Tomorrow’s Nightmare

### Raccolte
- 1998 – No More Pain
- 2003 – Raw Brutal Assault Vol. 1 (contiene le canzoni del periodo 1992-1994)
- 2003 – Raw Brutal Assault Vol. 2 (contiene le canzoni del periodo 1994-1998)

### 12
- 1999 – Nightmare or Reality

### Split 12"
- 2000 – Split 12" (con i Totalitär)

### 10"
- 1995 – Great Swedish Feast
- 1997 – The Aspects of War
- 2005 – Nuclear Hell (con G.A.T.E.S.)

### 7"
- 1993 – Once the War Started
- 1996 – Visions of War
- 1997 – 4 Track Ep
- 1998 – The Nuclear Victims
- 2001 – A Mass of Raw Sound Assault
- 2002 – Apocalypse of Death
- 2003 – Neverending War
- 2003 – The Sound of Disaster
- 2004 – Apocalypse Continues (Overthrow Records)

### Split 7"
- 1993 – Kochi-City Hardcore (con gli Insane Youth)
- 1994 – Why Must We Die? (con gli Hellkrusher)
- 1994 – No More Pain! (con i Selfish)
- 1995 – War of Aggression (con i Cluster Bomb Unit)
- 1995 – Attack The Enemy (con gli Homomillita)
- 1998 – Endless War (con i Squandered)
- 2004 – Chainsaw Tour '04 (con i Framtid)
- 2004 – Noise Not Music (con i No Fucker)
- 2004 – Split 7" (con Hakuchi)
- 2004 – Dis-Nightmare Still Continues (con i World Burns to Death)
- 2005 – Split 7" (con i Besthöven)
- 2005 – In Chaos We Trust (con i FlyBlown)
- 2005 – Controlled by Fear (con i Cruelty)
- 2007 – Split 7" (con i Scarred for Life)

### Demo
- 1992 – Crime
- 1993 – Conquest
- 1993 – Fear of the War
- 1998 – Total Dis-Lickers

### Cassette
- 1997 – The Aspect of War
- ? – Sound of Disaster
- 2006 – The Best of Disclose 1993-2001